# Blaze of Glory
Blaze of Glory is Jon Bon Jovi's eerste soloalbum, uitgebracht in 1990. Het bevat nummers van, en geïnspireerd door, de film Young Guns II. Emilio Estevez vroeg Bon Jovi's "Wanted Dead or Alive" als theme song voor zijn film over Billy the Kid, maar Jon Bon Jovi eindigde met het samenstellen van een geheel nieuwe album voor de soundtrack van de film. Het album bevat gasten zoals Elton John, Little Richard, en Jeff Beck. Blaze of Glory werd bekroond met een Golden Globe, en was genomineerd voor een Academy Award en Grammy.

## Hitlijsten
Het album piekte op nummer 3 in de Billboard 200 en nummer 2 op de Britse Albums Chart. Het titelnummer "Blaze of Glory" werd uitgebracht als de eerste single en was nummer 1 in de Billboard Hot 100 en de Mainstream Rock Charts. "Miracle" werd uitgebracht als de tweede single en landde op nummer 12 in de Billboard Hot 100 en nummer 20 op de Mainstream Rock Charts.

## Tracklijst
Alle nummers zijn geschreven en gecomponeerd door Jon Bon Jovi, tenzij anders aangegeven.
1. Billy Get Your Guns - 4:49
2. Miracle - 5:09
3. Blaze of Glory - 5:42
4. Blood Money - 2:34
5. Santa Fe - 5:43
6. Justice in the Barrel - 6:48
7. Never Say Die - 4:54
8. You Really Got Me Now - 2:24
9. Bang a Drum - 4:35
10. Dyin' Ain't Much of a Livin' - 4:46
11. Guano City - Alan Silvestri 1:16

Noot: De enige tracks die te horen zijn in de film, zijn "Billy Get Your Guns", "Blaze of Glory" (die beide worden gespeeld over de aftiteling) en de Silvestri scoren cue.

## Crew
- Kenny Aronoff – drums, percussie
- Jeff Beck – elektrische gitaar
- Jon Bon Jovi – zang, achtergrondzang, gitaar, piano, harmonica, producer
- Robbin Crosby – gitaar
- Bob Glaub – basgitaar
- Randy Jackson – basgitaar
- Ron Jacobs – technicus
- Elton John – piano, achtergrondzang
- Danny Kortchmar – gitaar, producer
- Dale Lavi - klappen
- Myrna Matthews – achtergrondzang
- Aldo Nova – gitaar, keyboards, piano, tamboerijn
- Phil Parlapiano – accordeon
- Lou Diamond Phillips – zang
- The Runners – klappen
- Little Richard – piano, zang
- Brian Scheuble – technicus
- Alan Silvestri – arrangeur
- Benmont Tench – orgel, piano
- Julia Waters – zang, achtergrondzang
- Maxine Waters – achtergrondzang
- Waddy Wachtel - gitaar, slidegitaar
- Richie Sambora - gitaar, slidegitaar